# Nils Wasastjerna
Nils Jakob Wasastjerna, född 31 maj 1872 i Helsingfors, död där 14 november 1951, var en finländsk inredningsarkitekt.  Han var bror till Torsten Wasastjerna.
Wasastjerna erhöll 1900 uppdraget att inreda Akademiska bokhandeln på Alexandersgatan 40 i Helsingfors. Året därpå inskrevs han vid Polytekniska institutet, men avbröt studierna tre år senare och var anställd som försäkringstjänsteman till 1909. Detta år inredde nämnda bokhandels nya lokal på Alexandersgatan 7, varefter han inledde en framgångsrik karriär som inredningsarkitekt. Han skapade en rad nationalromantiska inredningar i huvudstaden. Han höll egen möbelutställning i Helsingfors 1922 och startade möbelsnickeriet Signum, för vilket han var ledare 1925–1931. 
Wasastjerna var föreståndare för Helsingfors stadsmuseum 1913–1920. Han var Finlands första arkitekturfotograf och en förespråkare för bevarandet av äldre bebyggelse. Han var även konstkritiker vid Nya Pressen 1911–1912 och vid Hufvudstadsbladet 1912–1923.